# Trieben
Trieben ist eine österreichische Stadt im Gerichtsbezirk bzw. Bezirk Liezen in der Steiermark. Sie hat 3297 Einwohner (Stand 1. Jänner 2025).
Von wirtschaftlicher Bedeutung sind der Tourismus mit Hohentauern und die Magnesitverarbeitung. Die Bezeichnung Trieben stammt vom slawischen trebiti (roden).

## Geographie

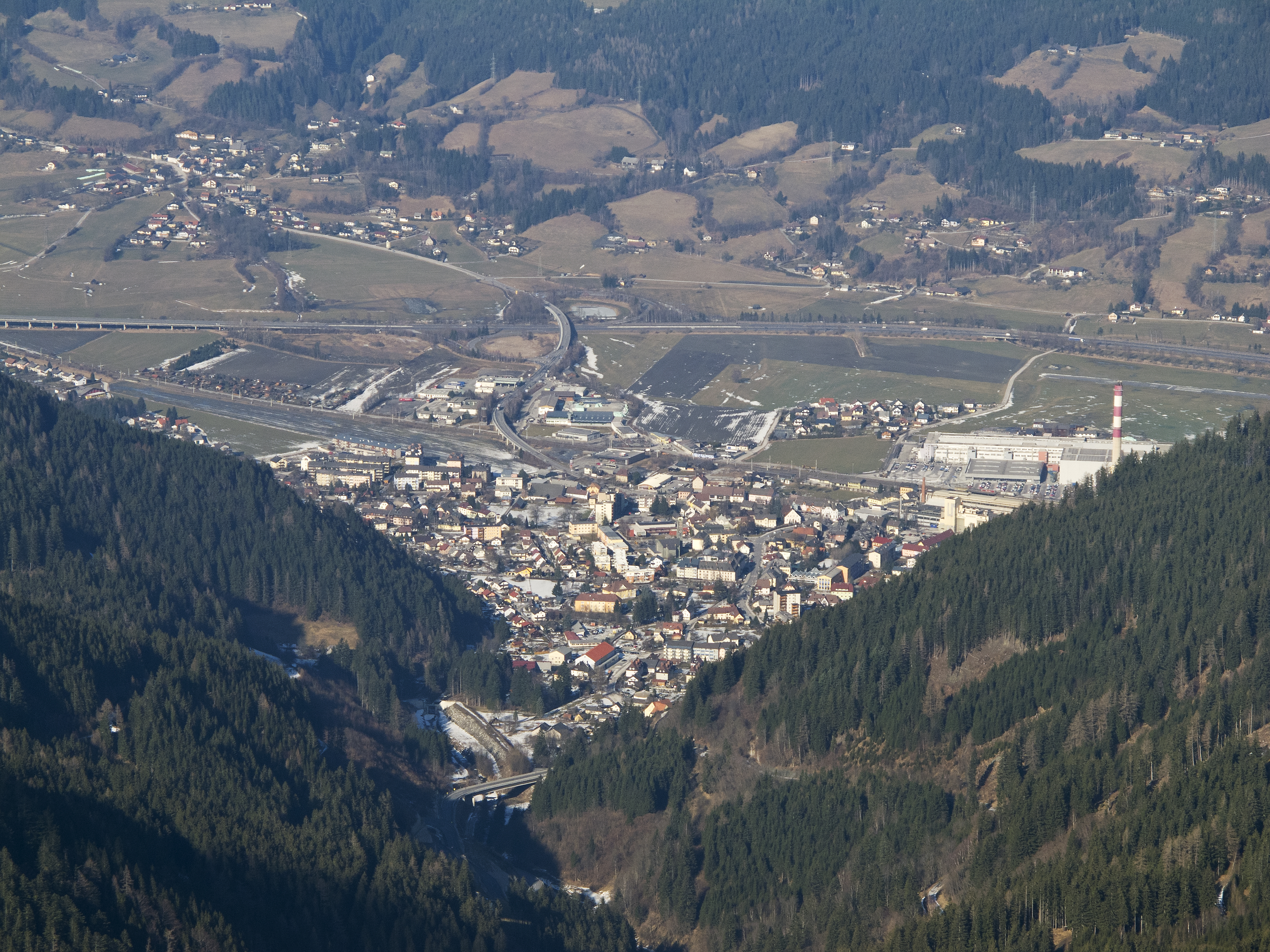
Blick auf Trieben, hinten Dietmannsdorf und Sonnseiten (Südansicht vom Triebenstein)

Die Stadtgemeinde Trieben hat eine Gesamtfläche von 45,537 Quadratkilometern.
Trieben liegt an der Scheide zwischen Rottenmanner Tauern und Seckauer Tauern.

### Gemeindegliederung
Das Gemeindegebiet umfasst folgende vier Ortschaften (in Klammern Einwohnerzahl Stand 1. Jänner 2025):
- Dietmannsdorf bei Trieben (475) samt Obersonnberg und Untersonnberg
- Sankt Lorenzen im Paltental (293) samt Lorenzergraben
- Schwarzenbach (195) samt Sportplatzsiedlung-Nord
- Trieben (2334)

Die Gemeinde besteht aus den Katastralgemeinden Dietmannsdorf, St. Lorenzen, Schwarzenbach und Trieben.

### Nachbargemeinden
Trieben grenzt an die Gemeinden Gaishorn am See, Hohentauern (Bezirk Murtal), Rottenmann und Admont.

## Geschichte
Das früheste Schriftzeugnis ist von 1130–35 und ist ident mit der heutigen Schreibung. Der Name geht auf slawisch trebiti (roden) zurück.
Im November 2008 wurde bekannt, dass in der Gemeinde Trieben Abgaben nicht eingehoben, Rechnungsabschlüsse manipuliert und Darlehen doppelt ausgezahlt wurden. Es entstand über die Jahre ein Schuldenstand von 30 Millionen Euro. Das ist statistisch gesehen mehr als das doppelte Pro-Kopf-Verschulden als in der Landeshauptstadt Graz. Folglich wurde der Gemeinderat aufgelöst und ein Kommissär zur Erstellung eines Sanierungskonzeptes geschickt. Das Land gewährte überdies ein zinsloses Darlehen. Am 4. Oktober 2009 wurde ein neuer Gemeinderat gewählt.

### Religionen
Im Jahr 1955 wurde aufgrund der stetig wachsenden Bevölkerung die Stadtpfarre zum hl. Andreas gegründet und Trieben von der ursprünglichen Pfarre Sankt Lorenzen im Paltental abgetrennt. Die „neue Andreaskirche“ wurde am 1. September 1963 geweiht.

## Kultur und Sehenswürdigkeiten
- Pfarrkirche St. Lorenzen im Paltental
- Alte Kirche Trieben und Katholische Pfarrkirche Trieben
- Evangelische Johanneskirche Trieben
- Magnesitkugel am Hauptplatz
- Musikkapelle: Der Ort hat 2 Musikkapellen. Die Werks- und Stadtmusikkapelle und die Musikkapelle St. Lorenzen.
- Trachtenverein D´Triebenstoana: Der Trachtenverein wurde im Jahre 1959 gegründet. Ziel des Vereines ist es Kulturgut wie steirischen Tanz und Schuhplattler zu erhalten. Es besteht auch eine Jugendgruppe.

## Wirtschaft und Infrastruktur
Ansässige Unternehmen
- MACO: Die Firma Maco ist einer der führenden Fensterbeschlägehersteller der Welt. Der Standort in Trieben bietet für etwa 1200 Menschen Arbeit (Stand: Mai 2009). Somit zählt die MACO zu den größten Arbeitgebern im gesamten Enns- und Paltental. Das Produktionswerk in Trieben wurde nach modernsten Erkenntnissen errichtet und in der Folge kontinuierlich ausgebaut. Hier wird der größte Anteil der MACO-Produktpalette gefertigt. Das Fertigungsprogramm umfasst im Wesentlichen Dreh- und Drehkippbeschläge, englische Kantenverschlüsse und Griffe. Das Werk verfügt über modernste, nach ergonomischen Gesichtspunkten eingerichtete Arbeitsplätze und umweltfreundliche Anlagen. Ähnlich wie im Werk Salzburg ist auch hier die Fertigungstiefe sehr groß. Ein wichtiger Bestandteil ist der eigene Werkzeug- und Sondermaschinenbau. Zudem steht in Trieben ein modernes MACO-Logistikzentrum mit einem vollautomatischen Zentrallager mit ca. 30.000 EURO – Palettenplätzen. Damit werden sämtliche Niederlassungen und Vertriebspartner in den ausländischen Märkten versorgt. Trieben hat sich somit zur logistischen Drehscheibe für ganz Europa entwickelt.
- RHI AG, ehemals Veitscher Magnesitwerke, Veitsch-Radex GmbH:[5] Das Werk Trieben war bis zur Betriebsschließung 2021[6] Teil des weltweit führenden Anbieters von Feuerfestprodukten für die Stahl-, Nichteisen-, Glas- und  Zementindustrie, wobei die Stahlindustrie mit 70 % Hauptabnehmer ist. Es handelt sich dabei vorwiegend um Produkte aus in der Natur vorkommendem Magnesit als Ausgangsmineral, welches durch einen Brennprozess in Sinter umgewandelt werden muss. Die Sinterproduktion aus Rohmagnesit des Bergbaues Hohentauern wurde Ende 1991 aus wirtschaftlichen Gründen eingestellt.  Hauptproduktionszweig des ehemaligen Werkes Trieben war die Steinfabrik. Hier wurden basische, feuerfeste Steine für die verschiedensten Abnehmerindustrien hergestellt. Von 310 Mitarbeitern wurden 65.000 t Steine und 30.000 t Sinter erzeugt. Eine seit Inbetriebnahme 1975 nicht zu übersehende Landmarke ist der 144 Meter hohe Zentralkamin („Langer Ernst“). Am 26. Juli 2025 wurde das 70 m hohe Werksgebäude aus 1500 t Stahl gesprengt. Für 18. August 2025 ist die Abrisssprengung des Ziegelschlots vorgesehen.[7]

### Sicherheit

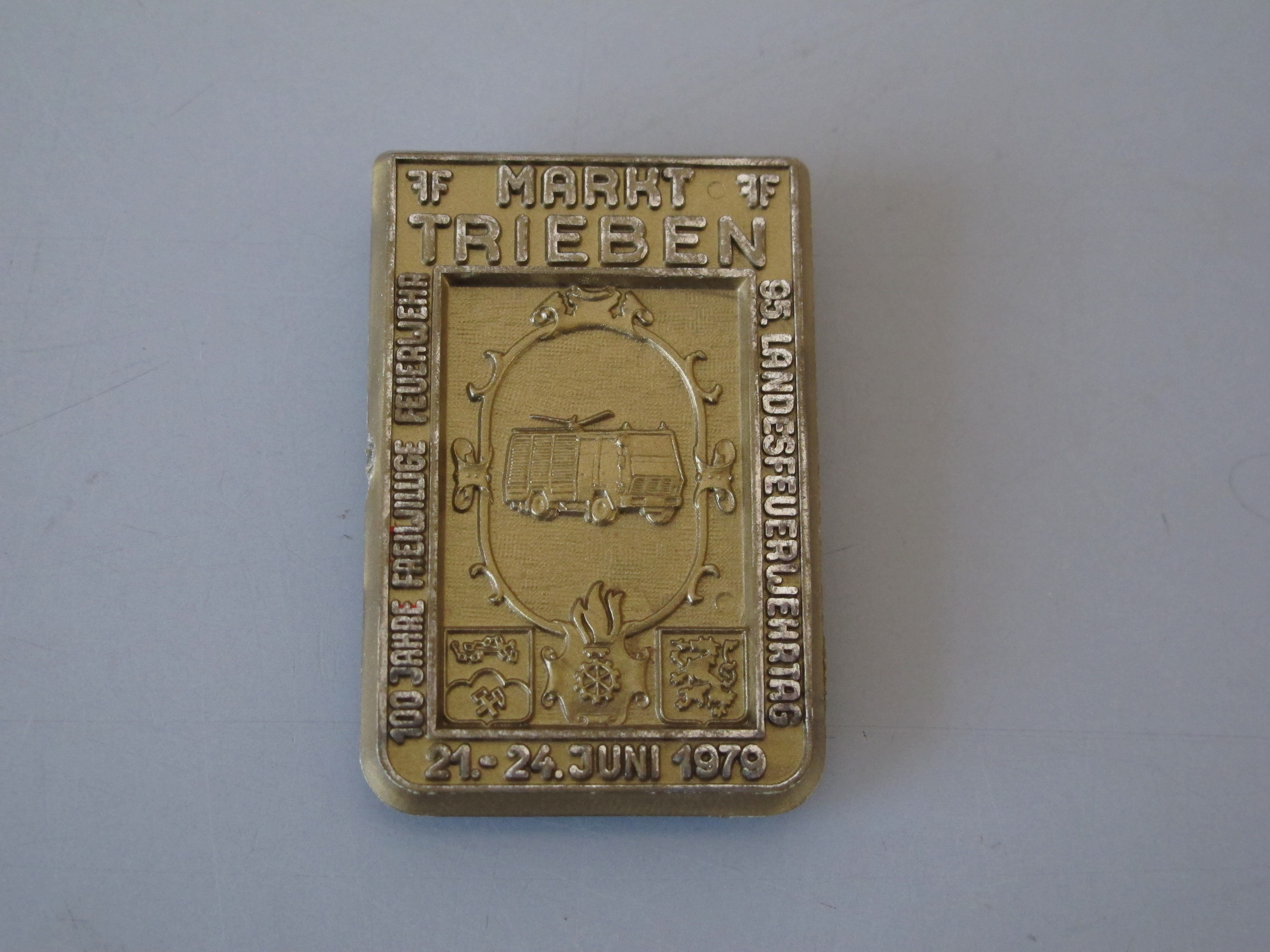
Landesfeuerwehrtag in Trieben

Es bestehen Freiwillige Feuerwehren in Trieben, Sankt Lorenzen und Dietmannsdorf. Die Firma RHI unterhielt eine Betriebsfeuerwehr, die im Einsatzfall auch ins Gemeindegebiet ausrückte.

### Bildung
- Privatkindergarten
- öffentlicher Kindergarten
- Volksschule
- Hauptschule

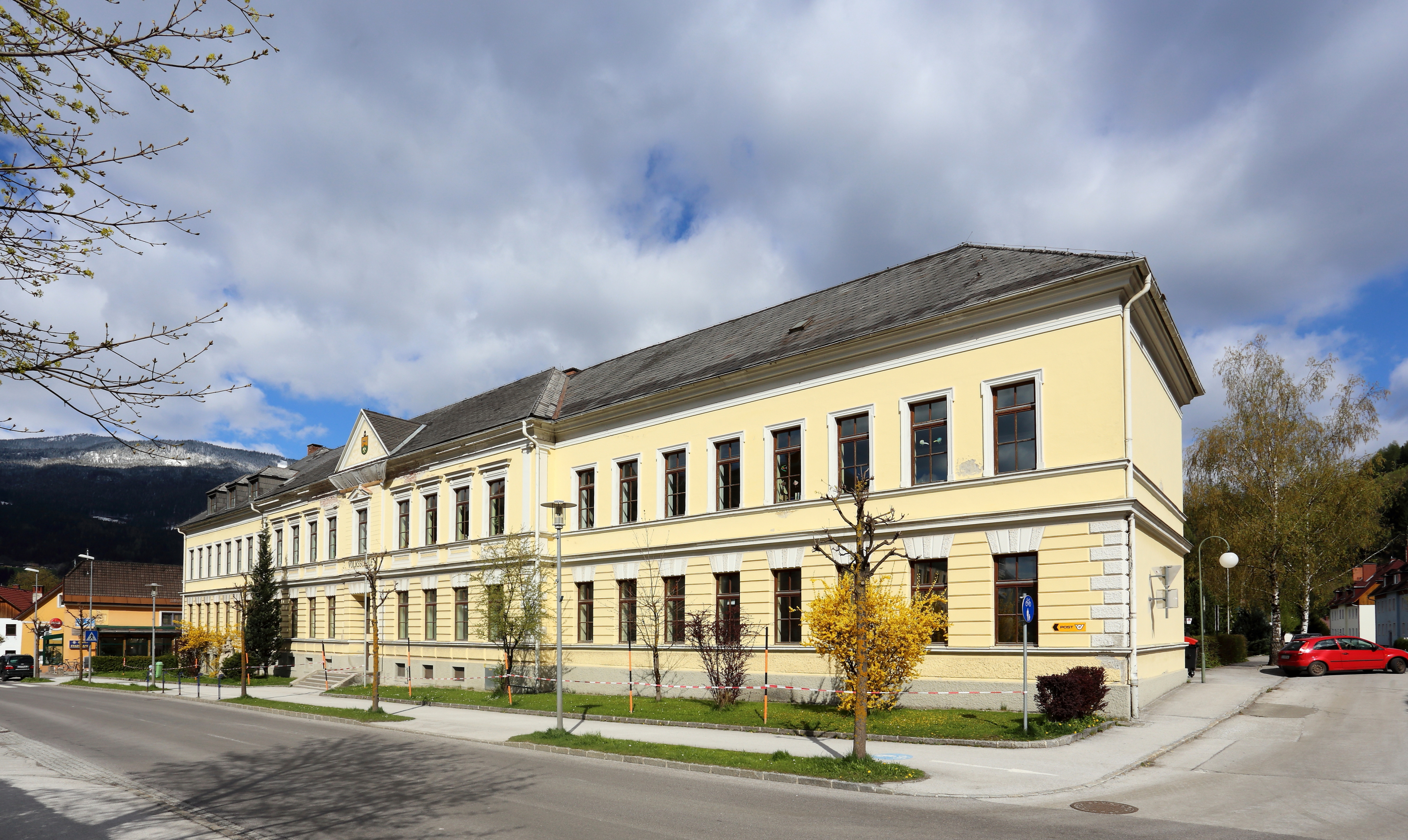
Das denkmalgeschützte Gebäude der Volksschule

- Höhere Technische Lehranstalt (Außenstelle der HTL Zeltweg und HTL Kapfenberg)
- Öffentliche Bücherei Dietmannsdorf

### Sport
Der ARBÖ ist mit einem Radsportclub vertreten. Weitere Vereine decken unter anderem die Sportarten Sportschießen, Stockschießen, Dart, Billard, Enducross und Fußball ab. Die Union ist mit dem Sportfliegerclub Trieben vertreten, der den Flugplatz Trieben betreibt.
Durch Trieben führt der Eisenwurzenweg, ein österreichischer Weitwanderweg.

## Politik

### Gemeinderat
Der Gemeinderat hat 21 Mitglieder.
- Mit den Gemeinderatswahlen in der Steiermark 2000 hatte der Gemeinderat folgende Verteilung: 19 SPÖ, 1 ÖVP und 1 FPÖ.
- Mit den Gemeinderatswahlen in der Steiermark 2005 hatte der Gemeinderat folgende Verteilung: 17 SPÖ und 4 ÖVP.
- Mit den Gemeinderatswahlen in der Steiermark 2010 hatte der Gemeinderat folgende Verteilung: 13 SPÖ, 5 ÖVP, 2 Partei-Unabhängige Freie Liste Trieben und 1 FPÖ.
- Mit den Gemeinderatswahlen in der Steiermark 2015 hatte der Gemeinderat folgende Verteilung: 13 SPÖ, 4 ÖVP, 2 FPÖ, und 2 KPÖ (1 Mandat unbesetzt, da nur ein Kandidat auf der Liste der KPÖ war.).[10]
- Mit den Gemeinderatswahlen in der Steiermark 2020 hat der Gemeinderat folgende Verteilung: 13 SPÖ, 3 ÖVP, 2 Grüne, 2 FPÖ und 1 KPÖ.[11]

### Bürgermeister
- 1960–1987 Hans Grassegger (SPÖ)
- 1987–1997 Gerhard Schweiger (SPÖ)
- 1997–2007 Friedrich Weissenbacher (SPÖ)
- 2007–2008 Harald Stangl (SPÖ)
- 2008–2009 Regierungskommissär Friedrich Zach[12]
- 2009–2024 Helmut Schöttl (SPÖ)[13]
- seit 2024 Klaus-Emmerich Herzmaier (SPÖ)

### Wappen
Das Triebener Wappen wurde 1956 verliehen und zeigt im goldenen Schild einen grünen Dreiberg, mit gekreuzten goldenen Berghämmern, Schlegel und Eisen belegt. Darüber ein Radschuh mit Kette und Haken.

### Gemeindepartnerschaften
- seit 1963 Quierschied[14]

## Persönlichkeiten

### Ehrenbürger der Gemeinde
- 1986: Hans Gross (1930–1992), Landeshauptmann-Stellvertreter
- Benedikt Schlömicher (1930–2005), 66. Abt von Admont
- Bruno Hubl (* 1947), 67. Abt von Admont
- Gebhard Grünfelder (* 1938), ehemaliger Direktor des Stiftsgymnasiums Admont
- Gerhard Hafner (* 1964), 68. Abt von Admont

### Söhne und Töchter der Gemeinde
- Erich Hable (1911–2001), Lehrer und Ornithologe
- Erich Tadler (* 1958), Politiker
- Gerhard Hafner (* 1964), Abt von Admont
- Ewald Persch (* 1964), Politiker
- Eva Berger (* 1995), Triathletin

### Mit der Gemeinde verbundene Persönlichkeiten
- Eva Jansenberger (* 1964), Künstlerin und Philosophin